# Lesneven
Lesneven (bretonisch Lesneven) ist eine französische Gemeinde im Département Finistère mit 7471 Einwohnern (Stand 1. Januar 2022). Sie befindet sich im Nordwesten der Bretagne nur wenige Kilometer südlich der Ärmelkanalküste. Brest liegt 24 Kilometer südwestlich und Paris etwa 480 Kilometer östlich. An der östlichen Gemeindegrenze verläuft der Fluss Quillimadec. Die Bewohner werden Lesneviens und Lesneviennes genannt.
Die Gemeinde erhielt 2022 die Auszeichnung „Drei Blumen“, die vom Conseil national des villes et villages fleuris (CNVVF) im Rahmen des jährlichen Wettbewerbs der blumengeschmückten Städte und Dörfer verliehen wird.

## Verkehr
Bei Landerneau und Brest befinden sich die nächsten Abfahrten an der Schnellstraße E 50 (Rennes-Brest) und Regionalbahnhöfe.
Der Regionalflughafen Aéroport de Brest Bretagne liegt 16 Kilometer südwestlich.

## Geschichte
Im 5. und 6. Jahrhundert gründeten Immigranten aus Südwest-Wales die Vorläufergemeinde, aus der Lesneven hervorging. Im Bretonischen Erbfolgekrieg wechselte die Gemeinde mehrfach zwischen französischer und englischer Kontrolle.
Im Zweiten Weltkrieg gelangte der Ort Lesneven zu einiger Bedeutung als dort am 20. August 1944 die Übergabeverhandlungen der deutschen Truppen mit dem amerikanischen General Donald Stroh scheiterten und die sogenannte Schlacht von Brest begann. Am 20. September 1944 ging dann dort der deutsche General Hermann-Bernhard Ramcke, Festungskommandant von Brest, nach der Kapitulation in Gefangenschaft. Im Ort existiert ein Soldatenfriedhof, auf dem unter anderem Besatzungsangehörige des deutschen Schweren Kreuzers Prinz Eugen begraben sind.

### Bevölkerungsentwicklung
| Jahr                       | 1962 | 1968 | 1975 | 1982 | 1990 | 1999 | 2007 | 2017 |
| Einwohner                  | 5071 | 5626 | 6083 | 6145 | 6250 | 6349 | 6740 | 7311 |
| Quellen: Cassini und INSEE |      |      |      |      |      |      |      |      |

## Sehenswürdigkeiten
- Ehemaliges Ursulinenkloster mit einem Kreuzgang aus dem 18. Jahrhundert
- Kirche Saint-Michel aus dem 17. Jahrhundert, ihr Kirchturm ist seit 1932 als Monument historique eingeschrieben
- Kapelle Saint-Maudez, erbaut 1869
- Kapelle Saint-Joseph, erbaut 1881
- Kapelle Saint-Egarec, erbaut 1936
- Becken zum Rösten im Weiler Lescoat aus dem 17. und 18. Jahrhundert

Siehe auch: Liste der Monuments historiques in Lesneven

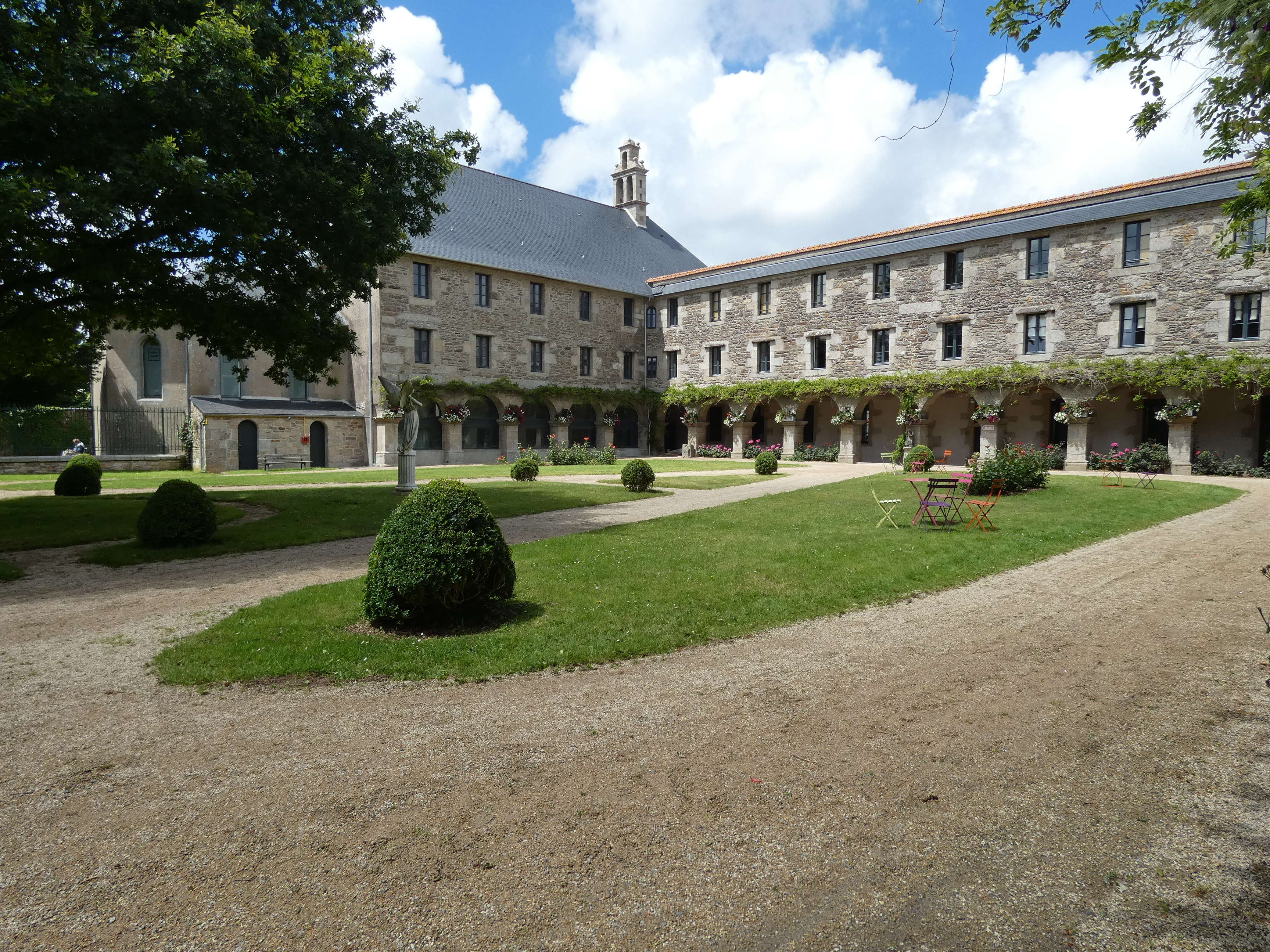
Ehemaliges Ursulinenkloster
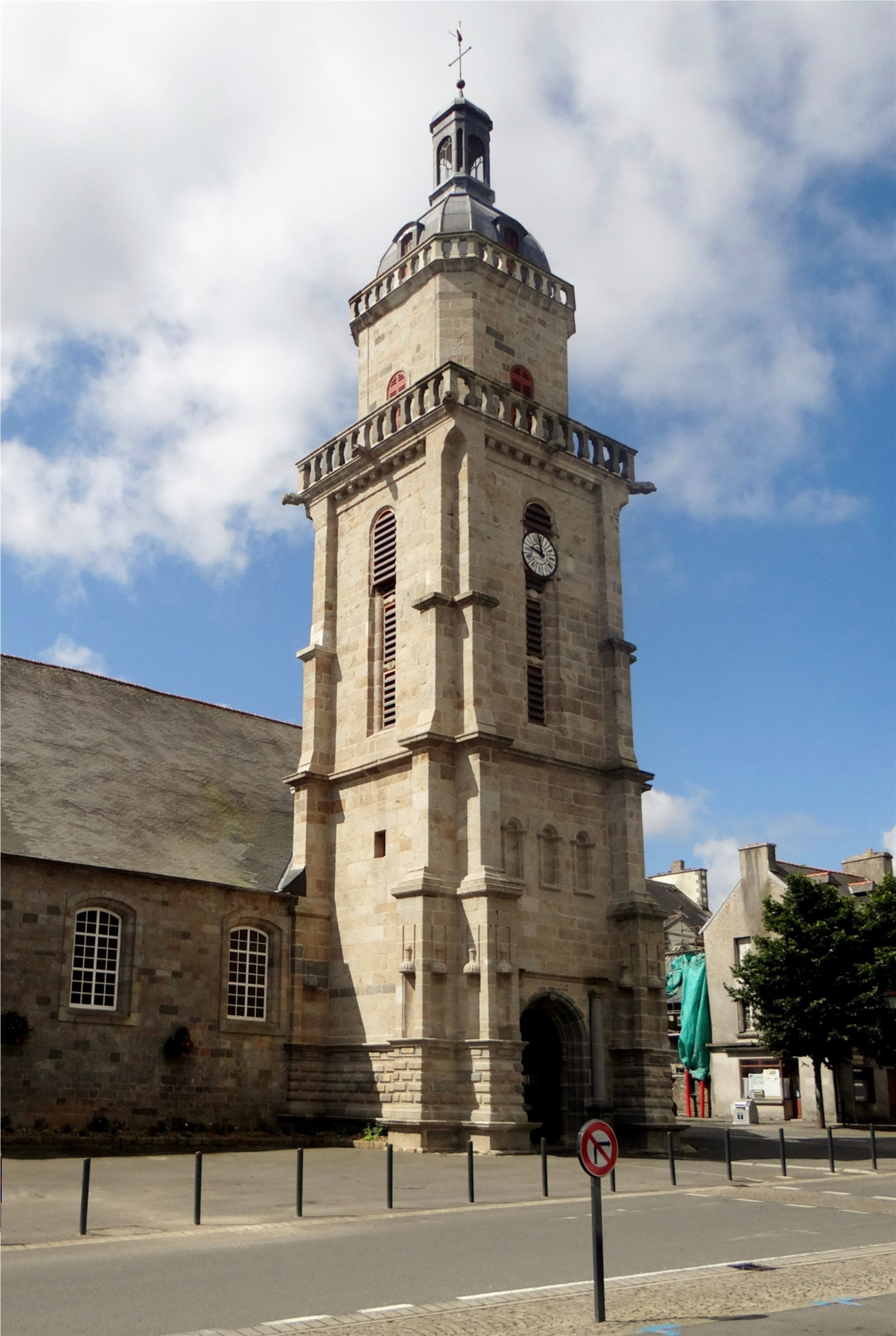
Kirche Saint-Michel
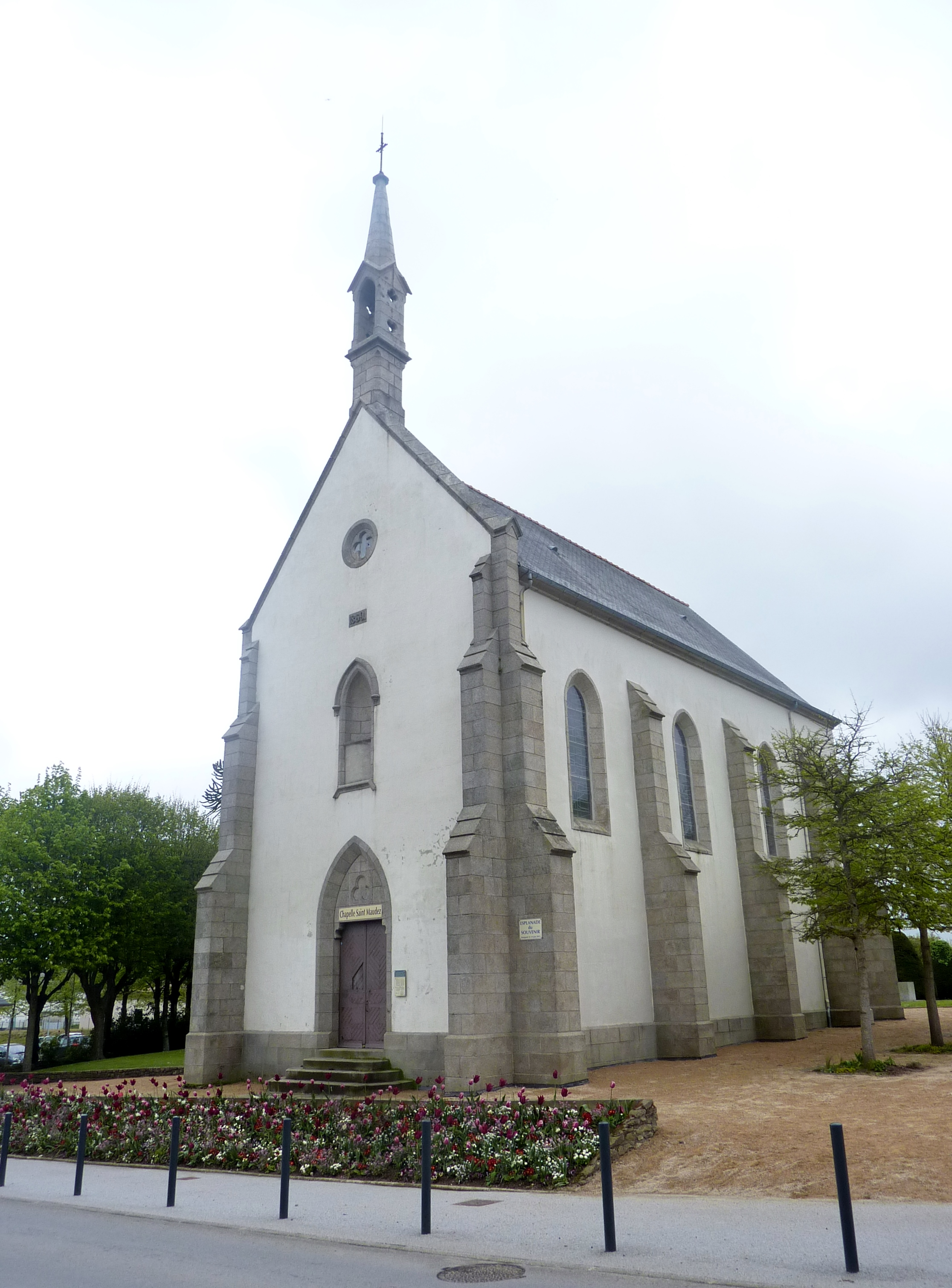
Kapelle Saint-Maudez
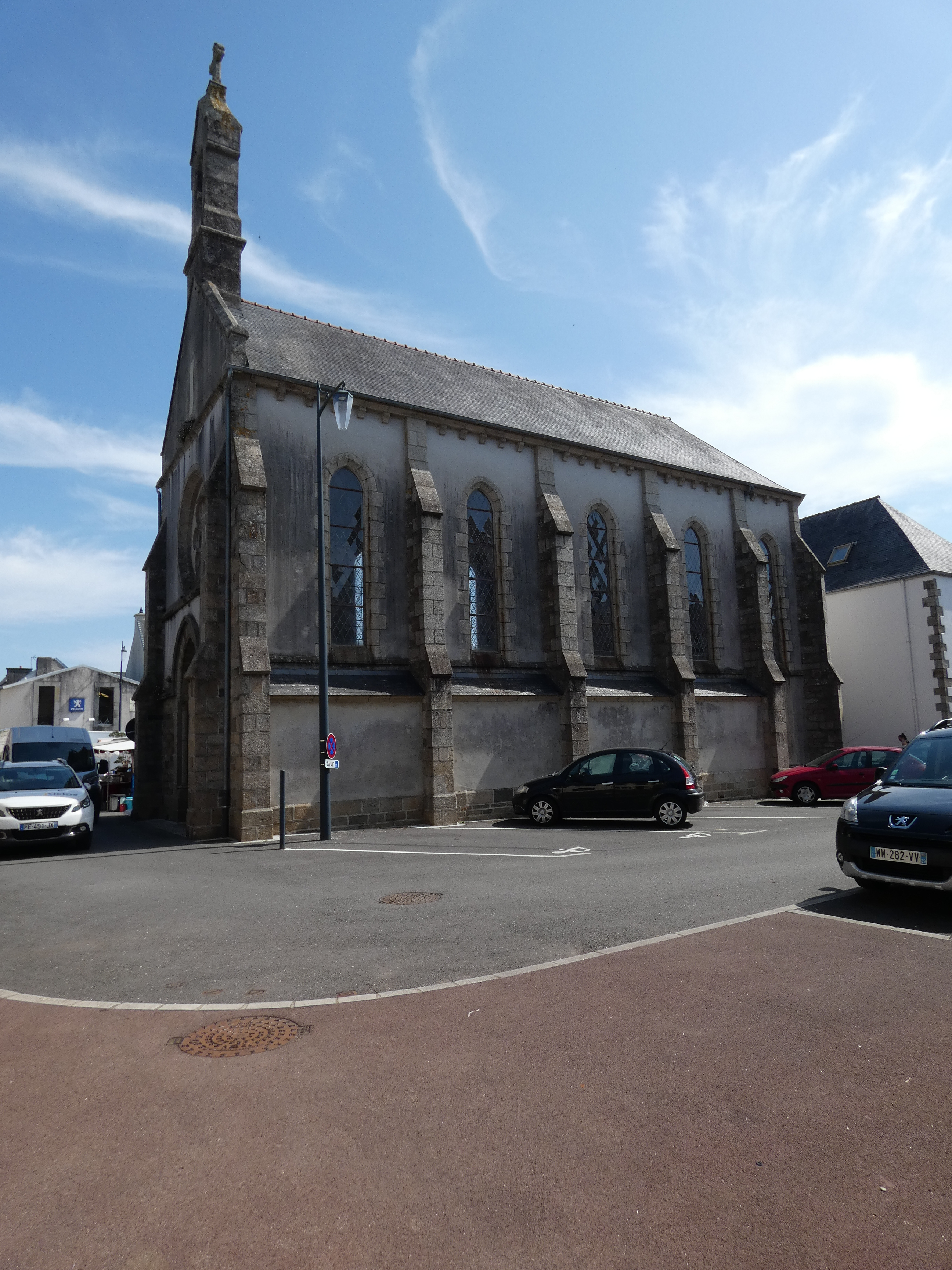
Kapelle Saint-Joseph

## Gemeindepartnerschaft
- Bad Heilbrunn in Oberbayern, Deutschland, seit 2013

## Persönlichkeiten
- Salaün Ar Foll (um 1310 bis um 1358), bretonischer Heiliger
- Adolphe Le Flô (1804–1887), General und Staatsmann
- Charles Huntziger (1880–1941), Général d’armée und Politiker
- Fañch Favé (1905–1951), Radrennfahrer; lebte in Lesneven
- Auguste Le Breton (1913–1999), Schriftsteller und Lexikograf
- René Pétillon (1945–2018), Comiczeichner und Cartoonist